# 다니엘 샤푸
다니엘 프란시스쿠 샤푸(포르투갈어: Daniel Francisco Chapo, 1977년 1월 6일~)는 모잠비크의 정치인, 변호사, 법학자로 제5대 모잠비크 대통령으로 재임 중이다. 2016년부터 2024년까지 이냠바느주의 주지사를 지냈으며, 2024년 대선의 집권 여당 모잠비크 해방전선의 후보로 출마하여 65%의 득표율로 당선되었다.

## 생애
샤푸는 1977년 1월 6일 모잠비크 소팔라주 이냐밍가에서 태어났다. 1982년부터 1985년까지 고향에서 초등생 시절을 보냈다. 1997년부터 1998년까지 수도 마푸투의 에두아르두 몬들라느 대학교에서 법학을 전공하여 2000년에 학위를 받았다. 2004년에 공증인이 되었고, 2014년 모잠비크 가톨릭 대학교에서 개발 관리학 석사 학사를 받았다.
1997년부터 1998년까지 베이라에서 라디오 미라마르의 아나운서로, 2007년부터 2008년까지 변호사 협회에서 인턴으로 일하였다. 2009년에는 마푸투 교육대학에서 정치학과 헌법학을 가르쳤다.

## 정치 경력
Chapo는 2009년에 모잠비크 해방전선에 입당하여 '나칼라-아-벨하'의 행정관으로 임명되었다. 이후 2015년, 팔마 지구 행정관이 되었다.

### 이냠바느 주지사 (2016~2024년)
그는 2016년 3월 4일 이냠바느주의 주지사로 임명되었다. 이후 3년 후인 2019년 10월 총선에서 당선되었다.
2024년 5월 5일, 샤푸는 당위원회에서 225표(94%)를 얻어 임기 제한이 있는 필니프 뉴시를 대체할 2024년 대통령 선거 집권여당 후보로 발표되었다. 그후 이냠바느주지사 자리에서 내려왔다.

### 모잠비크 대통령 (2025년~)
2024년 10월 9일 치러진 대통령 선거에서 65%의 득표율로 24%를 득표한 베난시우 몬들라느 무소속 후보를 누르고 승리하였다. 2025년 1월 15일, 취임사에서 "사회적, 정치적 안정이 정부의 최우선 과제가 될 것"이라며 부처 수를 줄여 정부 규모를 축소하고 청년 실업 문제 해결과 보건, 교육에 우선순위를 둘 것이라고 약속하였다. 취임식에는 시릴 라마포사 인접국 남아프리카 공화국 대통령도 참석하였다.
| 2024년 모잠비크 대선 개표 결과 | 2024년 모잠비크 대선 개표 결과 | 2024년 모잠비크 대선 개표 결과 | 2024년 모잠비크 대선 개표 결과 | 2024년 모잠비크 대선 개표 결과 | 2024년 모잠비크 대선 개표 결과 |
| 초상                           | 소속                           | 후보                           | 득표율                         | 순위                           | 당선                           |
| ------------------------------ | ------------------------------ | ------------------------------ | ------------------------------ | ------------------------------ | ------------------------------ |
| Daniel Chapo 2016.jpg          | 모잠비크 해방전선              | 다니엘 샤푸                    | 70.67%                         | 1                              | 예                             |
|                                | 무소속                         | 베난시우 몬들라느              | 20.32%                         | 2                              |                                |
|                                | 모잠비크 국민저항              | 오수푸 모마드                  | 5.81%                          | 3                              |                                |

## 개인 생활
결혼하여 네 명의 자녀를 두었으며. 기독교인이다.